# Woody Guthrie
Woody Guthrie, plným jménem Woodrow Wilson Guthrie (14. července 1912 – 3. října 1967), byl americký folkový písničkář, lidový muzikant a písmák. Je považován za jednoho z hlavních zakladatelů amerického folkového hnutí.

## Životopis

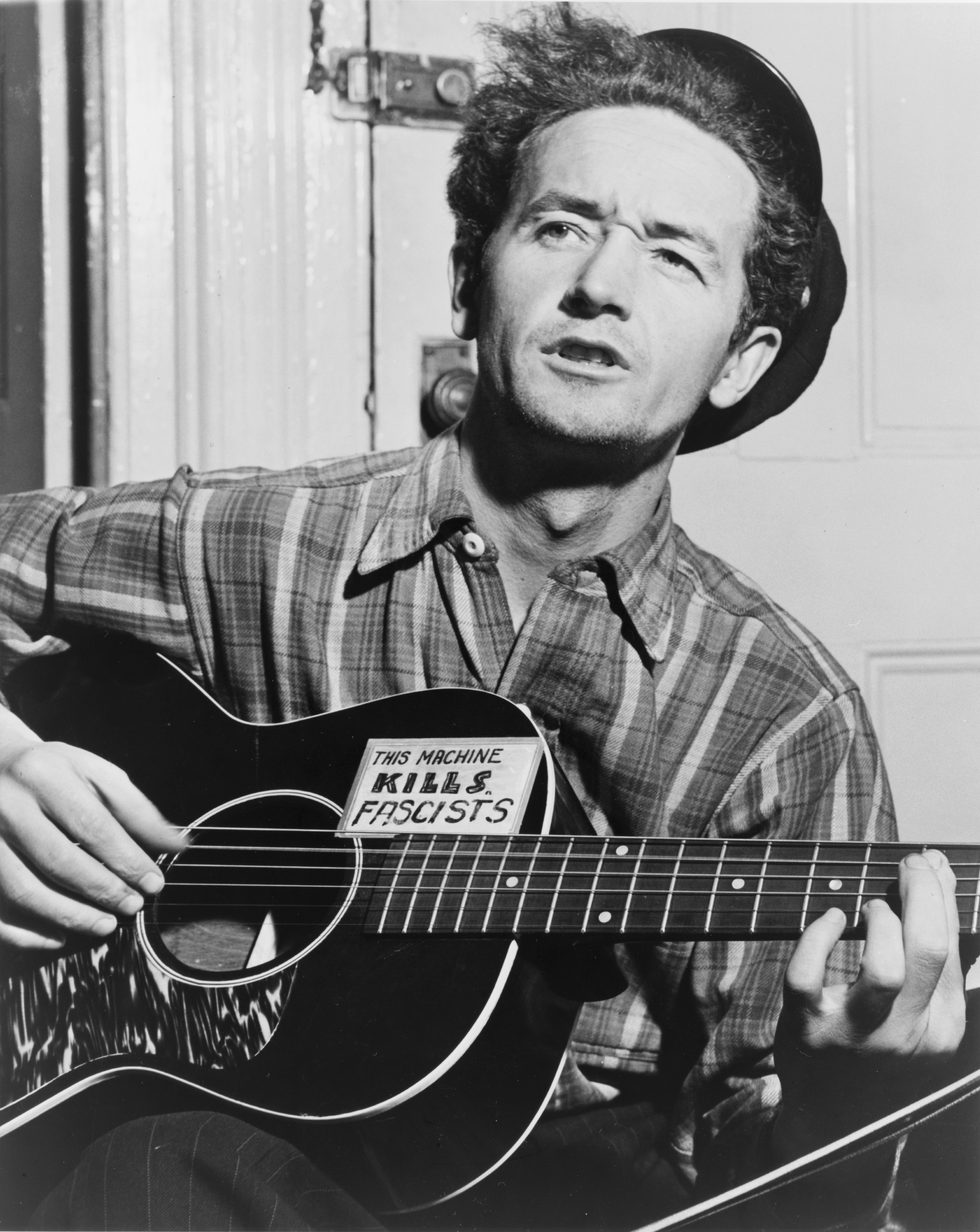
Woodrow Wilson Guthrie

Vyrůstal v městečku Okemah v Oklahomě. Otec byl mj.obchodníkem s realitami, sestra mu tragicky zemřela, postihl je požár a tornádo. Matka trpěla Huntingtonovou chorobou, tedy těžkou dědičnou nervovou chorobou.
Woody se od 14 let živil různými příležitostnými pracemi, mnohdy fyzicky náročnými. Už coby dospívající jinoch se naučil hrát na foukací harmoniku, teprve později též na kytaru. Začínal hrát přímo na ulici, muzicíroval prý s každým pouličním muzikantem, kterého kdy v životě potkal. Přebíral mnoho podnětů zejména z americké venkovské hudby (neboli z původní americké country hudby).
V roce 1935 se připojil k farmářům postiženým katastrofálními písečnými bouřemi, migrujícím na západ (tatáž událost je jako úpadek zemědělství způsobený klimatickým jevem Dust Bowl zachycen i Johnem Steinbeckem v románu Hrozny hněvu). V jejich prostředí strávil několik let a zkušenost s jejich bídnými životními podmínkami, nezaměstnaností a sociálními třenicemi v Kalifornii, kde marně doufali v přijetí a práci, měla silný vliv na jeho tvorbu. Stal se značně levicově orientovaným, měl velmi blízko k americkým odborovým organizacím, v New Yorku psal pro americké komunistické noviny Daily Worker. Pravidelně vystupoval i v rozhlase, zejména v Los Angeles a v Mexiku.
V roce 1940 se seznámil s Petem Seegerem, Alanem Lomaxem a Lead Bellym a společně začali vystupovat na podporu nezaměstnaných dělníků. Z té doby pochází i Guthrieho album Dust Bowl Ballads, složené z písní o osudech lidí postižených písečnou bouří. V roce 1941 složil album písní podporujících stavbu přehrady na řece Columbia. Ve stejném roce v New Yorku spoluzaložil skupinu The Almanac Singers, zprvu zaměřené na odborářský aktivismus; po útoku na Pearl Harbor však dali přednost protihitlerovské propagandě. Z této doby pochází i typický obrázek Guthrieho s kytarou, na níž je nalepená cedulka s nápisem "This machine kills fascists" (Tento nástroj zabíjí fašisty). V této době se ocitl pravděpodobně na svém vrcholu popularity. Publikoval svou polofiktivní, stylizovanou autobiografii Bound for Glory (Cesta ke slávě, v roce 1976 zfilmováno) a stal se jednou z hlavních postav rozvíjejícího se folkového hnutí.
Jeho vystoupení však posléze začala být poznamenávána výpadky paměti a zmateným chováním, které bylo předzvěstí nastupující Huntingtonovy choroby, diagnostikované mu v roce 1952. V té době rovněž tragicky uhořela jeho čtyřletá dcera, což byla rána osudu, která výrazně zhoršila jeho celkový stav. Od druhé poloviny 50. let byl trvale hospitalizován v nemocnici Greystone Park v New Jersey a později do léčebny v Qeens Village v New Yorku, kde také zemřel.

## Hudební dílo a jeho odkaz
Za svůj život složil údajně na 1000 písniček[zdroj?], mnoho se sociální, tuláckou či striktně politickou tematikou, ale také písně dětské, humorně improvizační nebo využívající půdorysu tradičních amerických písňových balad (Stack O'Lee, John Henry aj.). Některé z nich ve Spojených státech takřka zlidověly. Řadu svých písniček také nahrál pro folkloristickou sbírku americké Kongresové knihovny ve Washingtonu DC a pro americkou folkloristickou společnost Mosesa Asche Folkways Records. Výrazně ovlivnil mnoho folkových hudebníků a jeho písně se dočkaly nesčetných coververzí. Fascinoval mladého Boba Dylana, který jej přijel navštívit do léčebny a s jeho odkazem se vyrovnával na svých prvních albech, například písní "Song to Woody", nebo Bruce Springsteena. Ten některé jeho písně zařazoval i na své koncerty a desky, např. Live 1975–1985.
Pravděpodobně nejslavnější a nejcitovanější Guthrieho písní je "This Land Is Your Land" z roku 1940 (vydána 1945). Velkou popularitu zažila v 60. letech, ale hrána byla například i Brucem Springsteenem a Petem Seegerem na inauguraci prezidenta Obamy v roce 2009. V parodické podobě se objevila mj. v seriálech Simpsonovi nebo Teorie velkého třesku.
Od roku 1998 se v Guthrieho rodném městě Okemah pořádá folkový festival na jeho počest. Jeho nahrávky shromažďuje a spravuje Nadace Woody Guthrieho, založená roku 1972; v roce 2013 byly archivy přemístěny do nově otevřeného Woody Guthrie Center v Tulse ve státě Oklahoma, kde jsou přístupné veřejnosti.

### Vybraná diskografie
- Dust Bowl Ballads (1940)
- Columbia River Collection (1987)
- Library of Congress Recordings (1988)
- Almanac Singers (1996)
- Ballads of Sacco & Vanzetti (1996)
- This Land Is Your Land, The Asch Recordings, Vol.1 (1997)
- Muleskinner Blues, The Asch Recordings, Vol.2 (1997)
- Hard Travelin', The Asch Recordings, Vol.3 (1998)
- Buffalo Skinners, The Asch Recordings, Vol.4 (1999)
- The Live Wire: Woody Guthrie in Performance 1949 (2007)